# Ozodicera (Dihexaclonus) lanei
Ozodicera (Dihexaclonus) lanei is een tweevleugelige uit de familie langpootmuggen (Tipulidae). De soort komt voor in het Neotropisch gebied.